# Władysław Kubiak (arabista)
Władysław Kubiak (ur. 24 października 1925 w Wiązownej, zm. 27 września 1997) – polski arabista, archeolog, profesor Uniwersytetu Warszawskiego. Współautor przekładu Księgi tysiąca i jednej nocy na język polski.

## Życiorys
Studiował orientalistykę na Uniwersytecie Jagiellońskim. Pracę magisterską pisał w seminarium Tadeusza Lewickiego; dotyczyła ona twórczości Ahmada ibn Fadlana. Obronił ją w 1952 lub 1953. W 1966 uzyskał doktorat na Uniwersytecie Warszawskim. W pracy doktorskiej skupił się na topografii miejskiej średniowiecznej Aleksandrii. W latach 1972–1976 był zatrudniony w Instytucie Afrykanistycznym Uniwersytetu Warszawskiego. W 1979 habilitował się na podstawie pracy o rozwoju urbanistycznym Fustat. Pracował też w Instytucie Archeologii UW. W latach 80. był dyrektorem Instytutu Krajów Rozwijających się UW. W 1993 mianowano go profesorem nauk humanistycznych .
Był współpracownikiem Kazimierza Michałowskiego, brał udział w prowadzonych przezeń misjach archeologicznych w Faras, Kom-el Dikka i Aleksandrii. W ramach tej współpracy od 1959 do 1966 był sekretarzem Stacji Archeologii Śródziemnomorskiej UW w Kairze. W latach 60. i 70. we współpracy z badaczami z American Research Center in Egypt prowadził wykopaliska w Fustacie. Wprowadził elementy archeologii islamu do programu nauczania archeologów na UW. Zajmował się też epigrafiką i numizmatyką.
Był tłumaczem; jego najbardziej znanym osiągnięciem w tym zakresie jest współpraca przy polskim przekładzie Księgi tysiąca i jednej nocy.
Zginął w wypadku samochodowym. Pochowany na cmentarzu Bródnowskim w Warszawie (kwatera 46A-2-22).